# Panamax

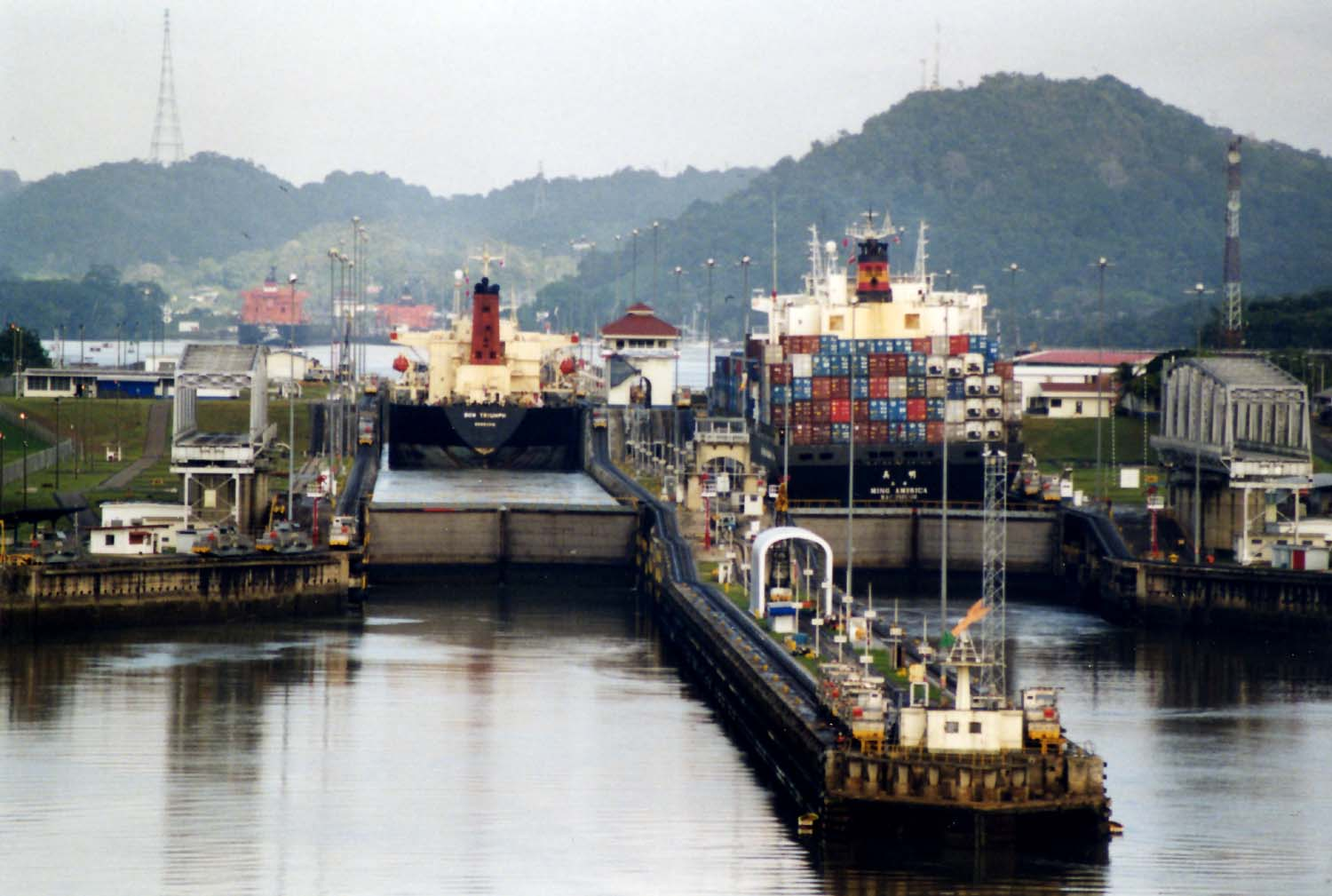
Två skepp i panamaxstorlek på väg genom slussarna i Panamakanalen, år 2000.

Panamax och New Panamax är klassificerande storleksbeteckningar för fartyg byggda för att precis kunna rymmas i Panamakanalens slussar. 
Panamax var den största storleken på fartyg som kunde passera Panamakanalen före invigningen av den utbyggda kanalen 2016. New Panamax (svenska: ’Nya Panamax’) är den största storleken på fartyg som kan passera Panamakanalen sedan den utbyggda kanalen invigdes den 26 juni 2016.
De fartyg som är (eller var) för stora för en passage genom Panamakanalen betecknas som ”över panamax” eller post-panamax.
Panamax mått (1914–2016):
- Största längd: 294,1 m
- Största bredd: 32,3 m
- Största djup (mätt från vattenytan): 12,0 m i varmt färskvatten. Fartyg ligger grundare i kallt saltvatten.
- Största höjd (mätt från vattenytan): 57,91 m (dikterades inte av slussarna, utan av bron Puente de las Américas).

Större fartyg kunde dock ibland passera kanalen genom vissa specialarrangemang, bland annat genom variation av vattendjup.
New Panamax, sedan 2016, största mått i den nya slussleden:
- Största längd: cirka 366 m
- Största bredd: från 2016–2018 cirka 49 m, i juni 2018 ökat till 51,25 m.
- Största djup (mätt från vattenytan): cirka 15,2 m
- Största höjd (mätt från vattenytan): 57,91 m (dikteras inte av slussarna, utan som tidigare av bron Puente de las Américas).

## Slussar och broar
Panamax bestäms huvudsakligen av dimensionerna på kanalens ursprungliga slusskammare, som var och en är 110 fot (33,53 m) bred, 1.050 fot (320,04 m) lång och 41,2 fot (12,56 m) djup. Den användbara längden på varje slusskammare är 304,8 m (1.000 fot). Det tillgängliga vattendjupet i slusskamrarna varierar, men det grundaste djupet finns vid Pedro Miguel-slussarnas södra tröskel och är 41,2 fot (12,56 m) vid en Miraflores-sjönivå på 54 fot 6 in (16,61 m). Den fria höjden under Bridge of the Americas vid Balboa, Centennial Bridge nära Culebra Cut och Atlantic Bridge i Colon är de tre begränsande faktorerna för ett fartygs totala höjd för både Panamax- och Neopanamax-fartyg; den exakta siffran beror på vattennivån.
Fartygshöjden är begränsad till 57,91 m (190 fot) mätt från vattenlinjen till fartygets högsta punkt; begränsningen gäller även Nya Panamax för att kunna passera under Bridge of the Americas i Balboa-hamnen.
Undantag: 205 fpt (62,5 m) när passage vid lågvatten (MLWS) vid Balboa är möjlig.

### Följder
Dessa mått har i sin tur påverkat andra infrastrukturprojekt i andra delar av världen, eftersom båtarna anpassats. Hangarfartygen av Essex-klass byggdes för att kunna klara kraven.